# 프로젝트 헤일메리 (영화)
"프로젝트 헤일메리"(영어: Project Hail Mary)는 2026년 개봉 예정인 미국의 서사, SF 영화이다. 필 로드와 크리스토퍼 밀러가 감독을 맡았으며, 앤디 위어의 동명 소설이 영화의 원작이다.